# Maya Banks
Maya Banks amerikai írónő. Az eddig több mint ötven kötettel büszkélkedő szerző főként BDSM és erotikus regényeket, romantikus regényeket, és skót történelmi románcokat ír.
KGI-sorozatának nyitó kötetével a The New York Times bestseller listáján is szerepelt 2010 decemberében, míg számos más kötete rangos helyezést ért el az USA Today sikerlistáján.
Jelenleg Texasban él férjével és három gyerekével.

## Művei
Slow Burn-sorozat
- Keep Me Safe
- In His Keeping
- Safe At Last

Enforcers-sorozat
- Mastered
- Dominated
- Kept

Surrender-trilógia
1. Letting Go
2. Giving In
3. Taking It All

Mámor-trilógia
1. Sóvárgás (Rush) ISBN 9789639574052, Geopen Kiadó, 2015[5]
2. Rajongás (Fever) ISBN 9789639093973, Geopen Kiadó, 2015[6]
3. Burn

KGI-sorozat
- The Darkest Hour Cor Leonis Kiadó, 2015[7]
- No Place to Run Cor Leonis Kiadó, 2016[8]
- Hidden Away
- Whispers in the Dark
- Echoes at Dawn
  - Softly at Sunrise
- Shades of Gray
- Forged in Steele
- After the Storm
- When Day Breaks
- Darkest before Dawn

Tangled Hearts-trilógia
1. Theirs to Keep
2. Always Mine
3. Forever Ours

Colters’ Legacy
- Colters’ Woman:
  - Colters’ Wife
  - Callie’s Meadow
- Colters’ Lady
- Colters’ Daughter
- Colters’ Promise
- Colters’ Gift

Édes élvezetek-széria
- Édes megadás (Sweet Surrender), ISBN 9789639943902, Kelly Kiadó, 2010
- Sweet Persuasion
- Sweet Seduction
- Sweet Temptation
- Sweet Possession
- Sweet Addiction

Montgomerys & Armstrongs-trilógia
1. Never Seduce a Scot
2. Highlander Most Wanted
3. Highland Ever After

McCabe-trilógia
1. In Bed with a Highlander
2. Seduction of a Highland Lass
3. Never Love a Highlander

Pregnancy & Passion
- Enticed
- Wanted
- Tempted
- Undone

Unspoken-trilógia
1. Understood
2. Overheard
3. Undenied

Anetakis Tycoons-trilógia
1. The Mistress
2. The Bride
3. The Affair

Falcon Mercenary Group-duológia
1. Into the Mist
2. Into the Lair

Brazen-duológia
1. Brazen
2. Reckless

Amber Eyes-duológia
1. Amber Eyes
2. Golden Eyes

Linger-széria
- Songbird
- Stay With Me

Önálló kötetek
- A Contract Engagement
- Be With Me
- Exiled
- Vénuszdombi mesék (For Her Pleasure) ISBN 9789639943605, Kelly Kiadó, 2010
- Long Road Home
- Love Me, Still
- Pillow Talk
- Seducing Simon
- Soul Possession
- Szertelenül tökéletes (Tempted By Her Innocent Kiss), ISBN 9789635389155 Harlequin Magyarország, 2014

## Magyarul
- Édes megadás; ford. Stefanovics Péter; Kelly, Bp., 2010
- Vénuszdombi mesék; ford. Szabó Gábor; Kelly, Bp., 2010
- Szertelenül tökéletes; ford. Vásárhelyi Zsolt; Harlequin, Bp., 2014 (Tiffany)
- Második esély; ford. Laskay Ildikó; Cor Leonis, Bp., 2015
- Sóvárgás. Mámor-trilógia 1; ford. Bálint Orsolya; Geopen, Bp., 2015
- Rajongás. Mámor-trilógia 2; ford. Bálint Orsolya; Geopen, Bp., 2015
- Lángolás. Mámor-trilógia 3; ford. Bálint Orsolya; Geopen, Bp., 2015
- A szabadság kulcsa; ford. Laskay Ildikó; Cor Leonis, Bp., 2016
- Utolsó lélegzetig. Slow burn-sorozat; ford. Kovács Ágnes; Harlequin, Bp., 2017 (A The New York Times sikerszerzője. Romantikus krimi)
- Suttogó angyal; ford. Lukács Andrea; 21. Század, Bp., 2018
- A rejtőzködő; ford. Lukács Andrea; 21. Század, Bp., 2018